# Ormopterum turcomanicum
Ormopterum turcomanicum är en flockblommig växtart som först beskrevs av Jevgenij Korovin, och fick sitt nu gällande namn av Boris Konstantinovich Schischkin. Ormopterum turcomanicum ingår i släktet Ormopterum och familjen flockblommiga växter. Inga underarter finns listade i Catalogue of Life.